# Zofia Baudouin de Courtenay
Zofia Baudouin de Courtenay (ur. 2 stycznia 1887 w Dorpacie, zm. 28 marca 1967 w Częstochowie lub Warszawie) – polska malarka, twórczyni wielkoformatowych dzieł (witraży, mozaik, polichromii) oraz obrazów, autorka teorii malarstwa monumentalnego, prekursorka nowych form malarstwa religijnego w Polsce.

## Życiorys

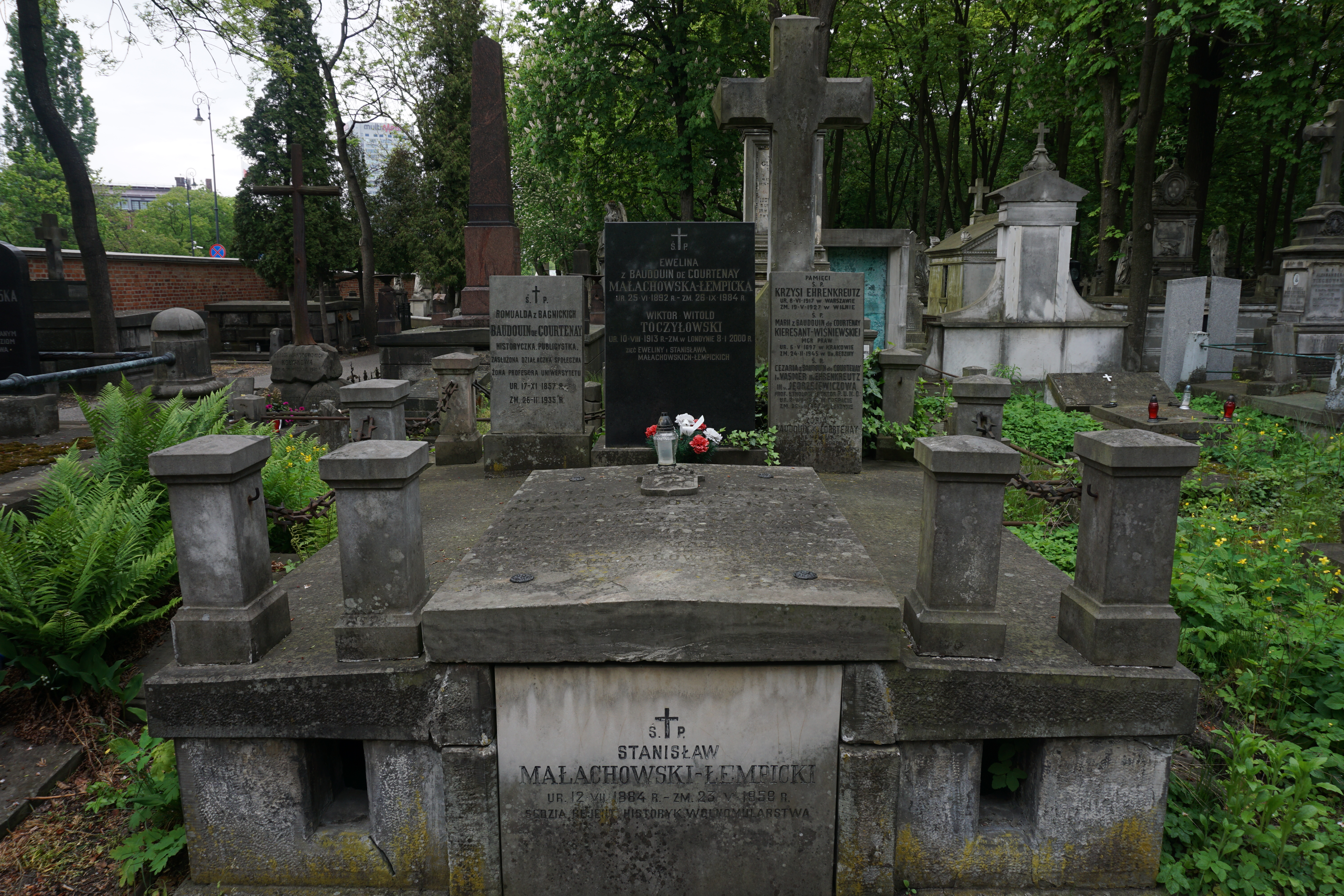
Grób Zofii Baudouin de Courtenay na cmentarzu Powązkowskim

Urodziła się w rodzinie wywodzącej się z francuskiej arystokracji. Ojciec Jan Niecisław Baudouin de Courtenay był wybitnym polskim językoznawcą i publicystą, a matka Romualda z Bagnickich, historyczką i pisarką. Młodość spędziła w Petersburgu, dokąd w 1900 r. rodzina przeniosła się w związku z zatrudnieniem ojca na stanowisku profesora tamtejszego uniwersytetu. W latach 1893–1900 Zofia mieszkała razem z rodzicami w Krakowie, następnie w Petersburgu. Po 1918 rodzina Zofii przeprowadziła się na stałe do Polski. Od dzieciństwa Zofia przejawiała talenty artystyczne. Rysunku i malarstwa początkowo uczyła się między innymi u Jana Ciąglińskiego w latach 1905–1906 i u Haliny Miłkowskiej w Petersburgu oraz u Jana Stanisławskiego w Krakowie, następnie w Szkole Sztuk i Rzemiosł Wilhelma Siegfrieda von Debschitza w Monachium (1906–1908) w pracowni Simona Hollósy'ego i w Paryżu (prywatna szkoła Académie Ranson), pobierała tabkże lekcje u Pierre’a Puvis de Chavannes. W Paryżu należała do tzw. bojczukistów (Grupa Bojczuka) – grupy malarzy skupionych wokół Mychajła Bojczuka, ukraińskiego malarza zafascynowanego dekoracyjnym malarstwem monumentalnym (1909–1910). Pod koniec 1909 r. wróciła do Petersburga, gdzie przyłączyła się do artystów tworzących „artystyczno-psychologiczną” grupę Trieugolnik (Trójkąt), na której czele stał Nikołaj I. Kulbin (1868–1917), w latach 1910–1914 należała też do grupy Walet Karowy i grupy Sojuz Mołodioży (Związek Młodzieży), z którymi wystawiała swoje dzieła. Swoje prace pokazywała także w latach 1912–1918 w Salonie artystycznym pierwszej w Rosji właścicielki profesjonalnej galerii Nadieżdy E. Dobyczyny (1884–1950) i na wystawie Współczesne rosyjskie portrety kobiece w 1910.
Lata I wojny światowej (1914–1918) spędziła przeważnie w Petersburgu; z powodu gruźlicy przebywała także w sanatoriach na terenie Finlandii. Pierwszą dużą wystawę miała w 1917 roku w Helsinkach, na której pokazywała ponad 80 różnych obrazów.

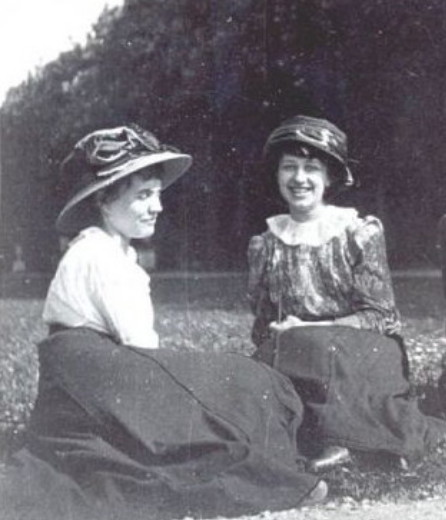
Zofia Baudouin de Courtenay i Zofia Nalepińska, ok. 1910

W 1918 przyjechała na stałe do Polski i zamieszkała w Warszawie. Skupiła wokół siebie grono artystów zainteresowanych malarstwem monumentalnym, m.in. Eleonorę Plutyńską (1886–1969) i Helenę Schrammównę (1879–1942). Wspólnie z Heleną Schrammówną wykonały m.in. polichromię kościoła w Starachowicach (1922). Swoje prace pokazywała w latach 1924 i 1927 w Salonie Czesława Garlińskiego (1878–1954). Zajmowała się również projektowaniem polichromii i witraży kościelnych, a także restauracją malowideł ściennych w świątyniach. W 1930 roku odbyła długą podróż po Włoszech, gdzie poznawała antyczne techniki malarstwa dekoracyjnego, badając m.in. freski w Pompejach, Neapolu i Florencji.
W czasie II wojny światowej zamieszkała w Zalesiu Górnym koło Piaseczna, razem z Eleonorą Plutyńską, jej wieloletnią przyjaciółką, która tam prowadziła warsztat tkacki. W 1941 Zofia chrowała na gruźlicę. Opiekę nad nią w tym czasie sprawowała Eleonora. 
Po wojnie krótko kierowała pracownią malarstwa monumentalnego w Wyższej Szkole Sztuk Plastycznych w Warszawie, trudniła się dydaktyką, jak również wykonywała liczne religijne malowidła ścienne i witraże utrzymane w neobizantyjskiej stylistyce dla różnych kościołów.
Koniec życia spędziła w Częstochowie w domu księży emerytów.
Zmarła 28 marca 1967 na gruźlicę płuc. Została pochowana w Warszawie na Powązkach (kwatera 21-4-4/5).

## Twórczość
Zasadniczy trzon jej twórczości tworzą polichromie i witraże. Duży wpływ na twórczość artystyczną Zofii Baudouin de Courtenay wywarły poglądy Mychajła Bojczuka. Pod jego wpływem odczuła powołanie do tworzenia monumentalnych dzieł o tematyce religijnej.
Od 1921 tworzyła malarskie dekoracje ścienne korzystając z tradycyjnych technik malarskich takich jak: tempera, fresk, enkaustyka czy mozaika. Samodzielnie wykonała kompleksowe dekoracje malarskie w 24 kościołach. Jest też autorką wielu witraży. W malarstwie monumentalnym, jak również w witrażach i malarstwie na szkle, stosowała kanony sztuki bizantyńskiej i starocerkiewnej. Zajmowała się stroną teoretyczną sztuki tworząc „teorię malarstwa monumentalnego”. Zajmowała się też poezją – jest autorką ponad stu wierszy.

### Lista wybranych dzieł artystki
Polichromie:
w kościele garnizonowym w Jarosławiu (1921), w kościołach w Starachowicach, Wierzbniku, Raciążku koło Włocławka, Chruślnie, Bielawach pod Łowiczem, Grodźcu pod Koninem, Radziejowicach, Trzebieszowie. Po II wojnie światowej: w kościele św. Elżbiety w Gdańsku, w kościele św. Jakuba w Gdańsku (prezbiterium), w kościele św. Jerzego w Sopocie.
Witraże:
- kościół w Grodzisku pod Warszawą (1935)
- kościół św. Anny w Wilnie (niezrealizowane)
- katedra w Oliwie
- kościół Podwyższenia Krzyża Świętego w Rzeczycy k. Tomaszowa Mazowieckiego: witraże św. Antoni i św. Franciszek
- kościół Podwyższenia Krzyża Świętego w Częstochowie: zespół witraży o powierzchni łącznie ok. 70m² przedstawiają Trójcę Świętą, Chrystusa Miłosiernego oraz świętych szczególnie związanych z Krzyżem Świętym i męką Jezusa Chrystusa (1949–1956)
- katedra w Częstochowie: witrażowa rozeta w lewym oknie transeptu z wizerunkiem Maryi oraz symbolami maryjnymi (1959)
- Zakład Opiekuńczo-Leczniczy przy ul. Ogrodowej w Częstochowie: witraże z wizerunkami świętych i błogosławionych oraz aniołów (lata 60. XX wieku)
- kościół św. Antoniego Padewskiego w Częstochowie: zespół witraży o powierzchni ok. 290 m². Witraże o bardzo bogatej ikonografii zawierają między innymi obrazy symboliczne, alegorie sakramentów, sceny biblijne, historyczne czy przedstawienia świętych (1959–1965)
- kościół św. Józefa w Dąbrowie Górniczej: witraże w czterech oknach prezbiterium i we wszystkich w nawie. Przedstawiają sceny biblijne, historyczne i symboliczne (1963–1966)

## Galeria

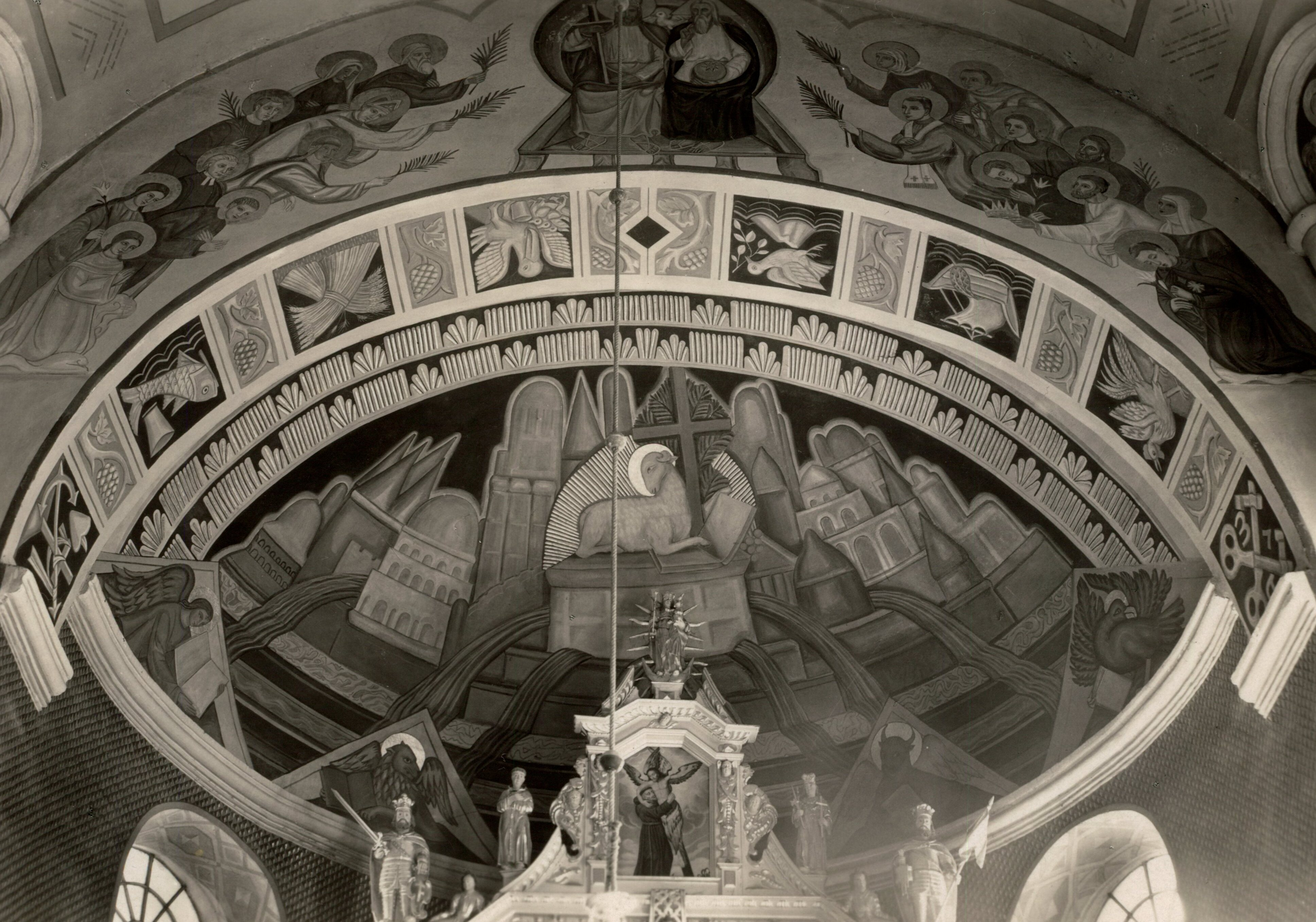
Polichromia autorstwa Zofii Baudouin de Courtenay, kościół w Chruślinie
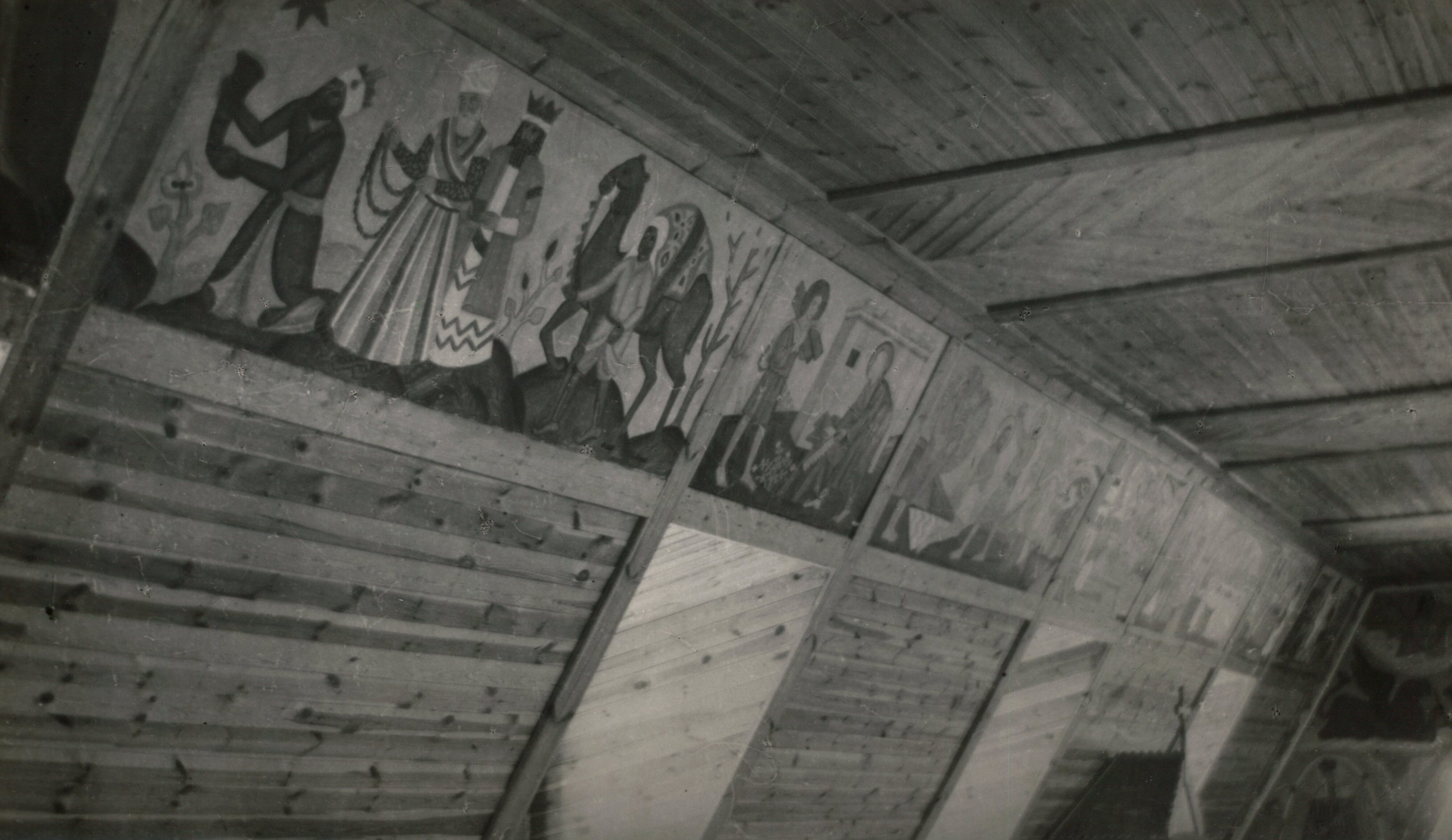
Fragment fryzu polichromii Zofii Baudouin de Courtenay z kościoła Wszystkich Świętych w Starachowicach, 1934
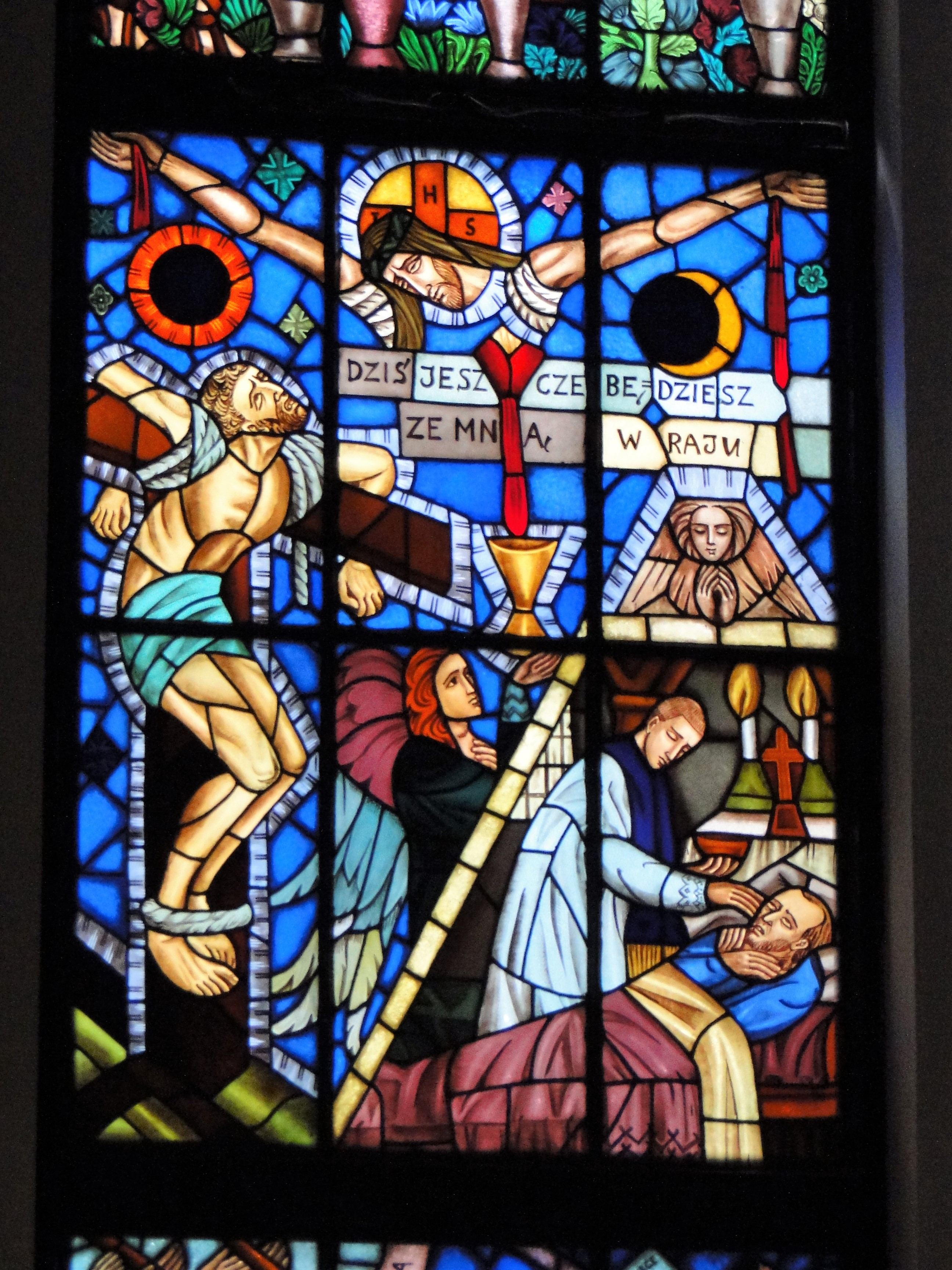
Kwatera witraża z kościoła pw. św. Antoniego w Częstochowie przedstawiająca „Ukrzyżowanie z dobrym Łotrem” i „Namaszczenie chorych”, wykonana pomiędzy 1959-1965 przez Zakład Witrażowniczy Stefana Nawrockiego w Częstochowie
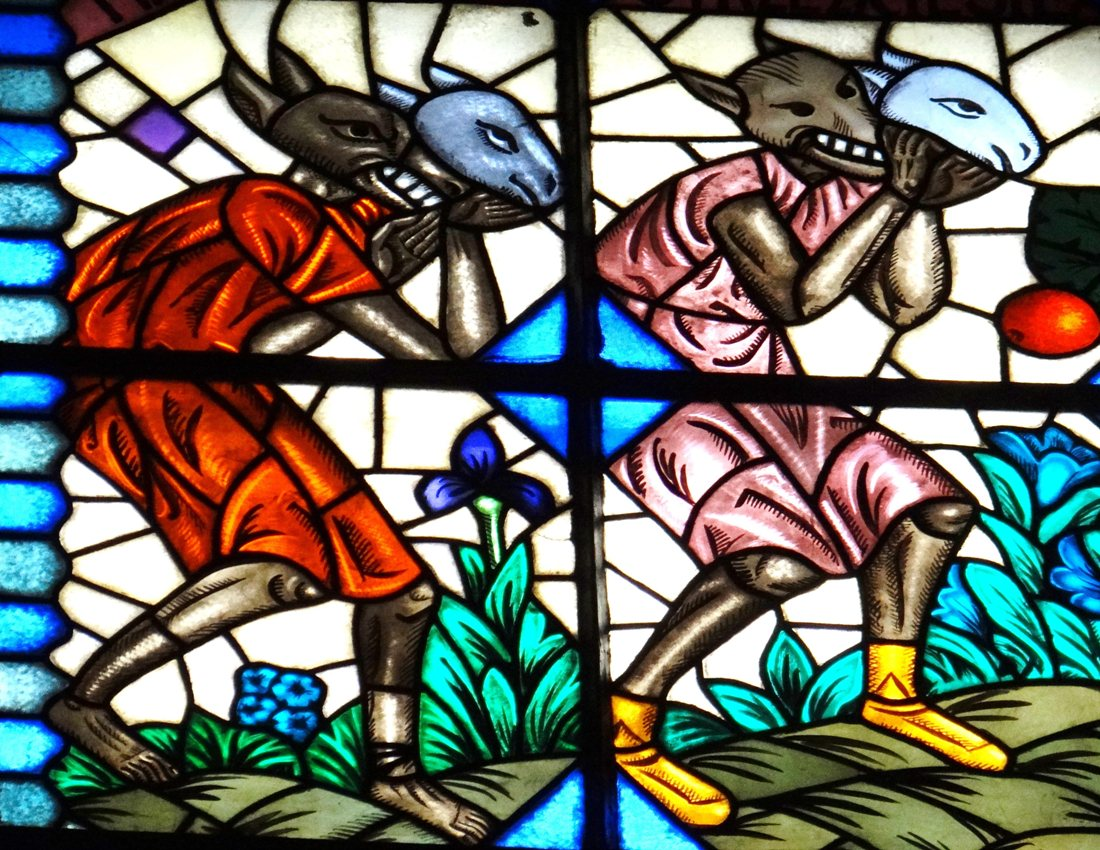
Częstochowa kościół św. Antoniego, witraż przedstawiający „Fałszywych proroków”
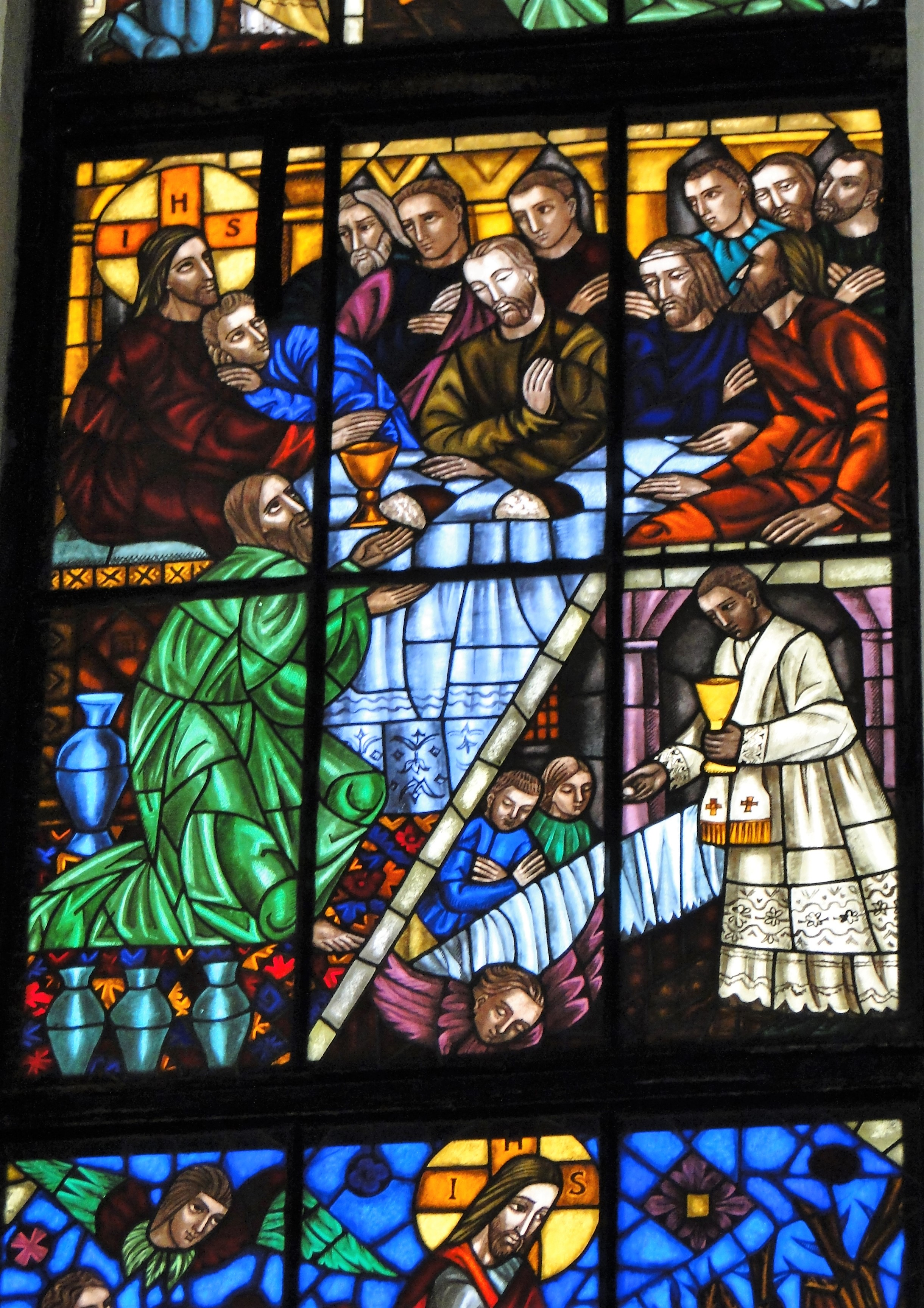
Częstochowa kościół św. Antoniego, witraż przedstawiający „Ostatnią wieczerzę” i „Eucharystię”, wykonany pomiędzy 1959–1965 przez Zakład Witrażowniczy Stefana Nawrockiego w Częstochowie